# جامعة بطمان
جامعة بطمان (بالتركية: Batman Üniversitesi)‏ هي جامعة تركية عامة تقع في مدينة بطمان تأسست عام 2007.

## الكليات والمدارس والمعاهد

### الكليات
- كلية العلوم.
- كلية الهندسة والعمارة.
- كلية التكنولوجيا.
- كلية التعليم المهني.
- كلية الفنون الجميلة.
- كلية الاقتصاد والعلوم الإدارية.
- كلية العلوم الإسلامية.

### المدارس
- مدرسة الرياضة والتربية البدنية.
- مدرسة إدارة الفنادق والسياحة.
- مدرسة العلوم الصحية.

### المعاهد
- معهد العلوم.
- معهد العلوم الإجتماعية.
- معهد العلوم الصحية.

## وصلات خارجية
- الموقع الرسمي (بالتركية)
- الموقع الرسمي (بالإنجليزية)
- الموقع الرسمي (بالكردية)